# Ленинград (экспонометр)

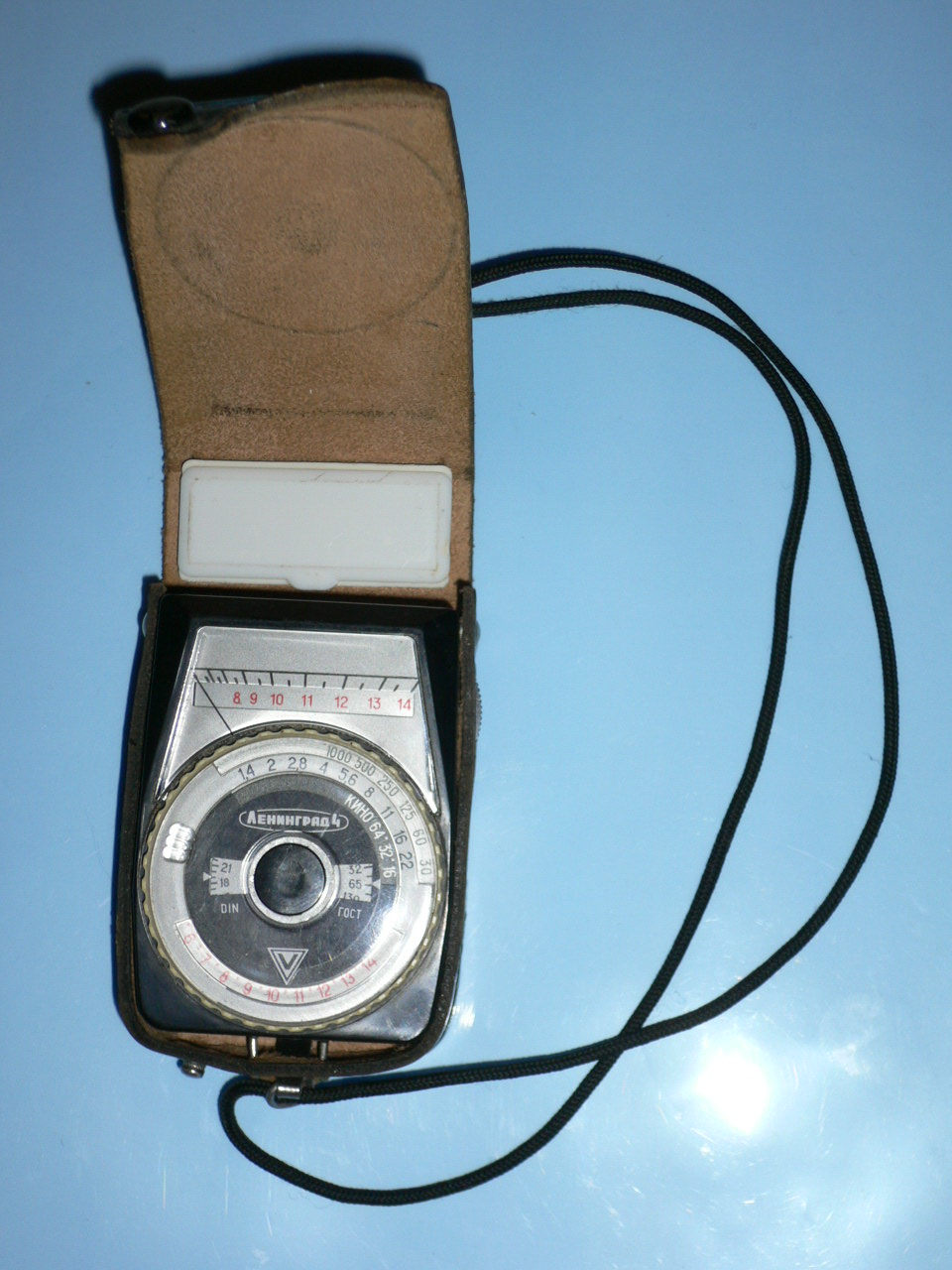
Фотоэкспонометр «Ленинград-4» (СССР, 1968)

«Ленингра́д» — наименование семейства советских экспонометров.
Экспонометры «Ленинград» составляют серию моделей семи типов. Первые модели выпущены с селеновыми фотоэлементами, имеющими верхний электрод с полупрозрачным золотым покрытием. Экспонометры последних выпусков имеют верхний электрод селенового фотоэлемента из окиси кадмия. Они более чувствительны к свету и более стабильны по времени и утомляемости. Все селеновые экспонометры рассчитаны на относительно высокие яркости. В одной из моделей («Ленинград-6») применяется сернисто-кадмиевый (CdS) фоторезистор.
На режиме измерения экспозиции по освещённости перед фотоэлементом (фоторезистором) устанавливается молочный светофильтр.
Ниже описаны наиболее распространенные экспонометры этого семейства.

## «Ленинград»
Прибор первого выпуска с двумя пределами измерений яркости и освещённости. Выпускался с 1954 года. Гальванометр имеет внешний магнит с подвижной частью на внутренних кернах. Показания гальванометра переносятся на калькулятор посредством чисел шкалы каналов световых величин EV. Светоприемник — селеновый фотоэлемент. Конструкция аналогична экспонометру «Москва».

## «Ленинград-2»

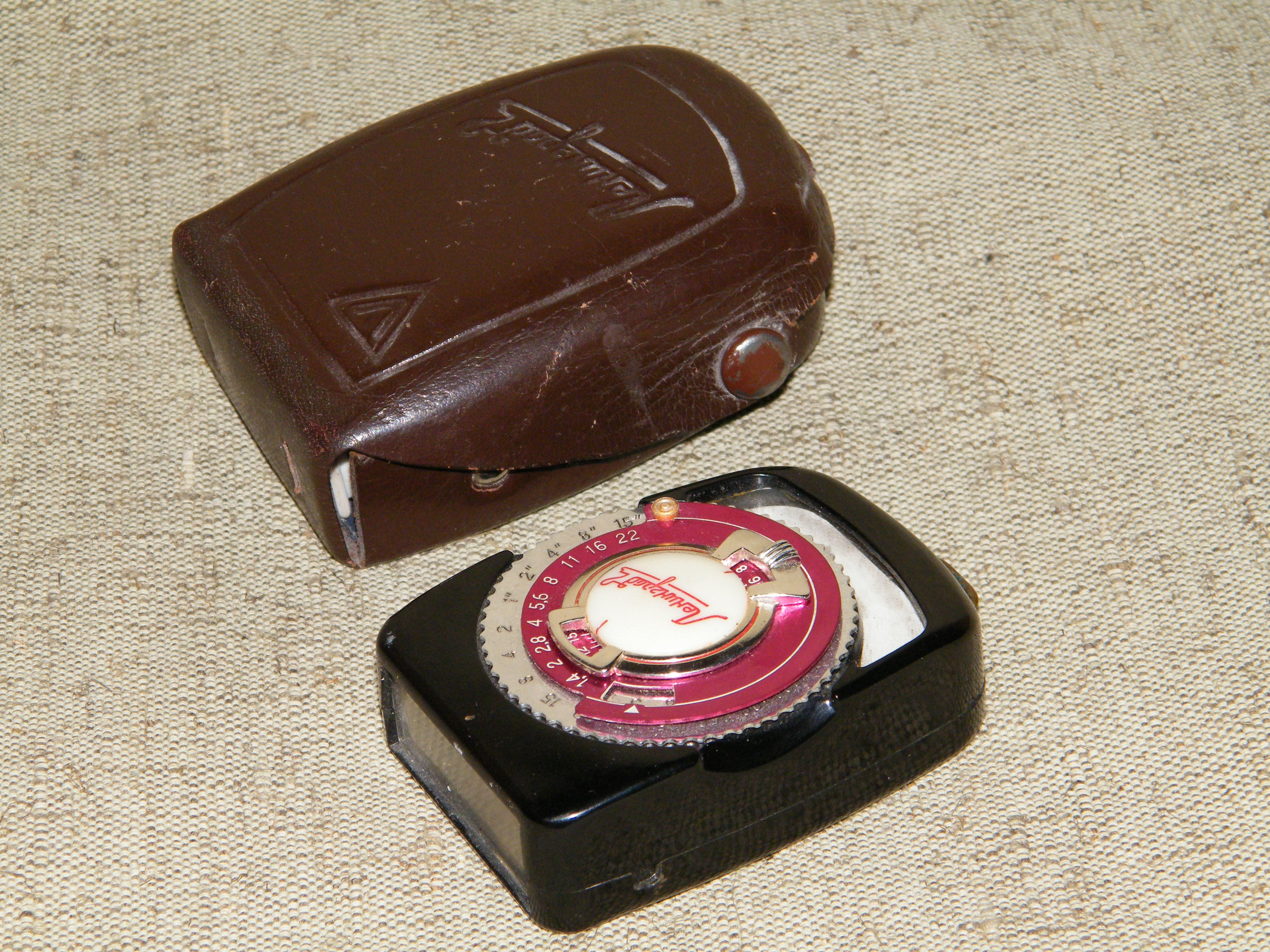
Фотоэкспонометр «Ленинград-2»

Прибор с одним пределом измерений по яркости и двумя по освещённости, имеющий миниатюрный гальванометр с внутрирамочным магнитом и высокой чувствительностью (ток отклонения стрелки гальванометра 25…30 мкА) Показания гальванометра переносятся на калькулятор с помощью следящей стрелки, связанной с калькулятором. Светоприемник— селеновый фотоэлемент. Конструкция аналогична экспонометру «Москва-2». Съёмный молочный светофильтр для измерения по освещённости. Высокочувствительный режим включается передвижением вперёд фотоэлемента (поворотом диска светочувствительности фотоплёнки).

## «Ленинград-4»

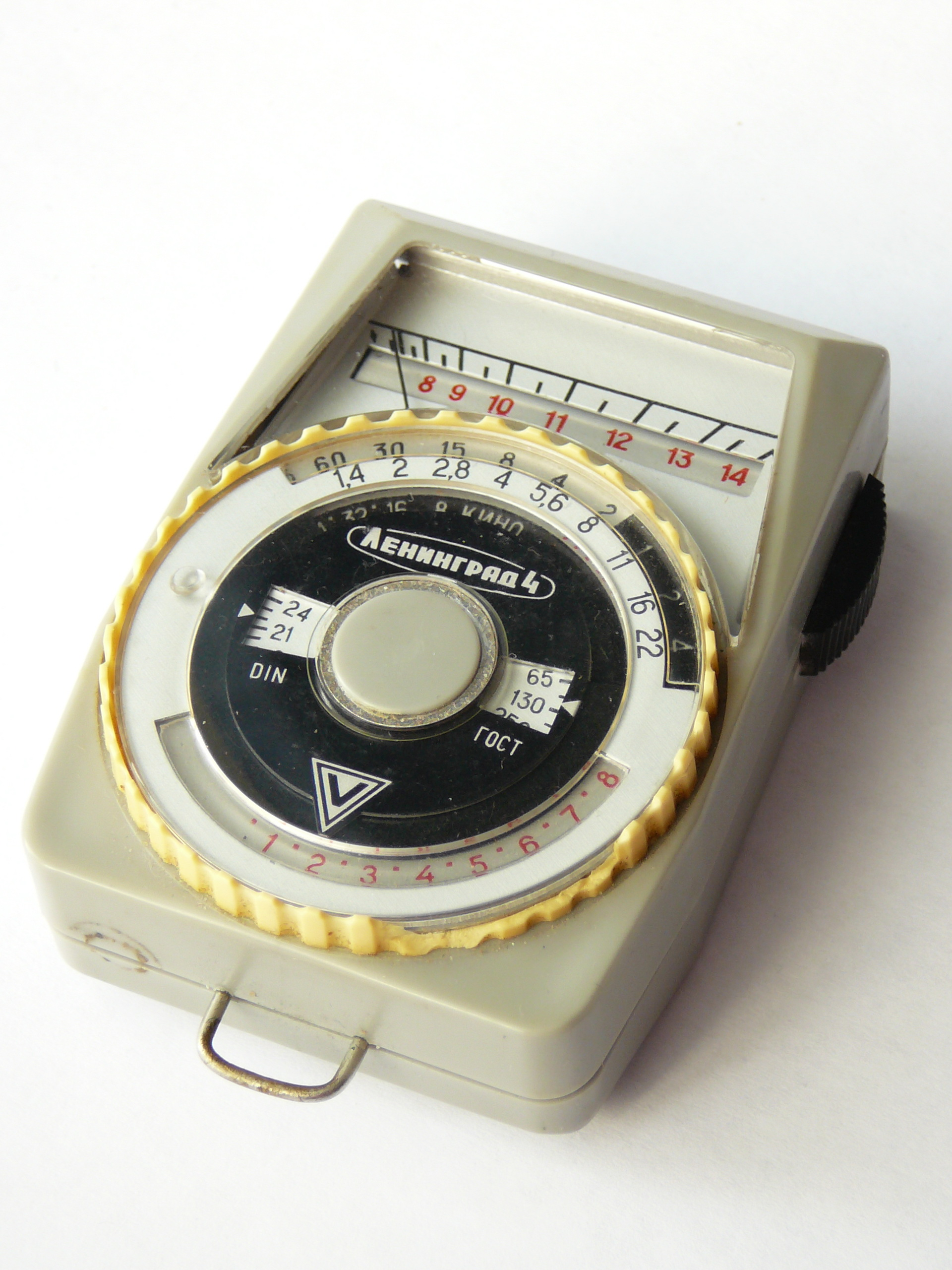
Фотоэкспонометр «Ленинград-4»

Магнитоэлектрический прибор с клавишным переключением двух пределов измерений по яркости и двух по освещённости и защитной заслонкой-диафрагмой, предохраняющей селеновый фотоэлемент от световых перегрузок на низкочувствительном режиме. Перед фотоэлементом расположены пластмассовые микролинзы. Съёмный молочный светофильтр.

## «Ленинград-6»

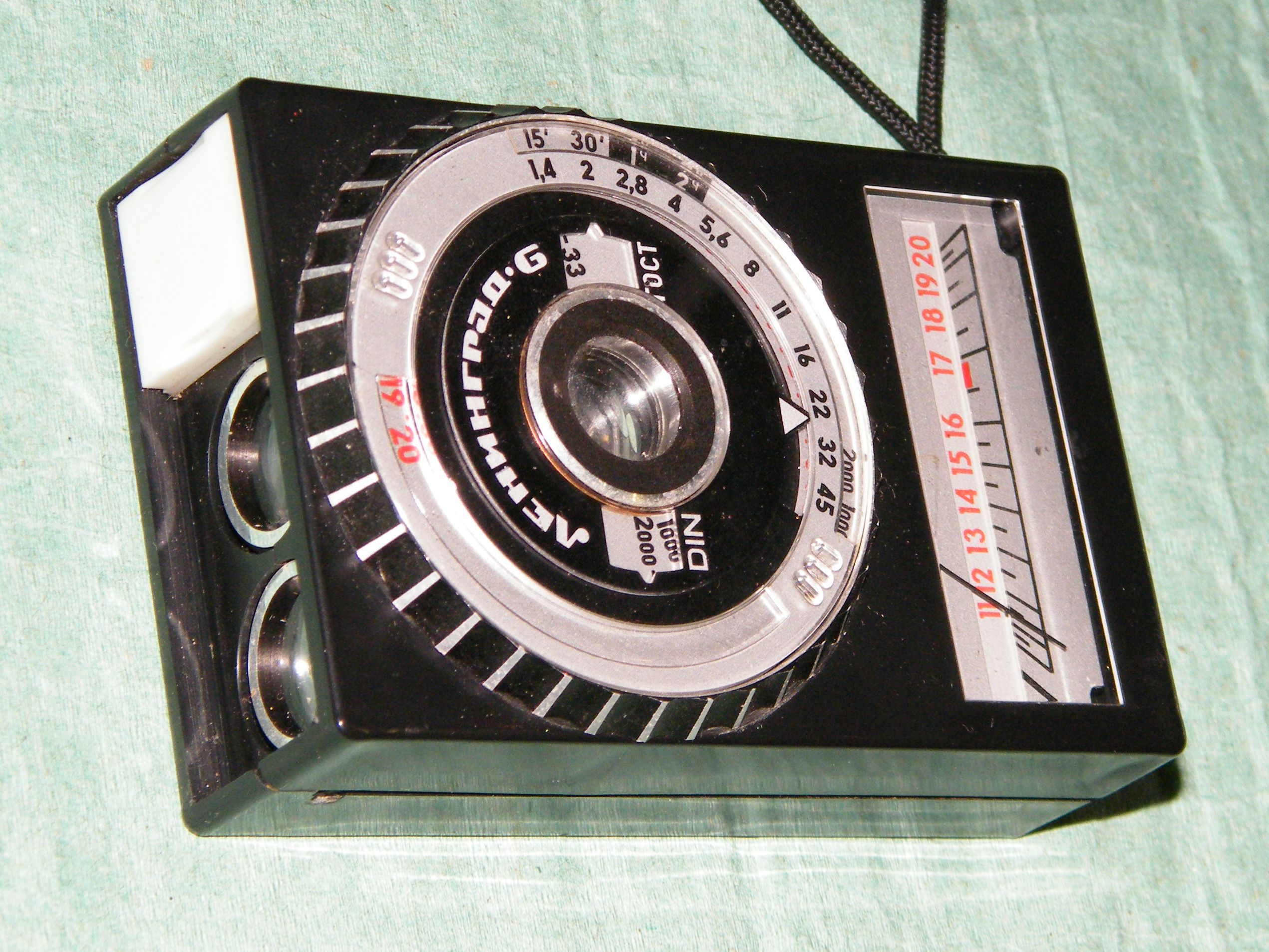
Фотоэкспонометр «Ленинград-6»

Высокочувствительный прибор для измерения малых яркостей и освещённостей. Имеет два предела измерений по яркости и один по освещённости (клавишное переключение). Светоприемник — сернисто-кадмиевый (CdS) фоторезистор, свет попадает через объектив. Угол поля восприятия по горизонтали — 20°. Источник питания экспонометра — дисковый никель-кадмиевый аккумулятор Д-0,06 или ртутно-цинковый элемент РЦ-53 (современный аналог РХ-625; VARTA V 625U). Имеется контроль источника питания. Для точного наведения экспонометра на измеряемый участок объекта съёмки имеется зеркальный видоискатель (с объективом). Сдвижной молочный светофильтр.

## «Ленинград-7»

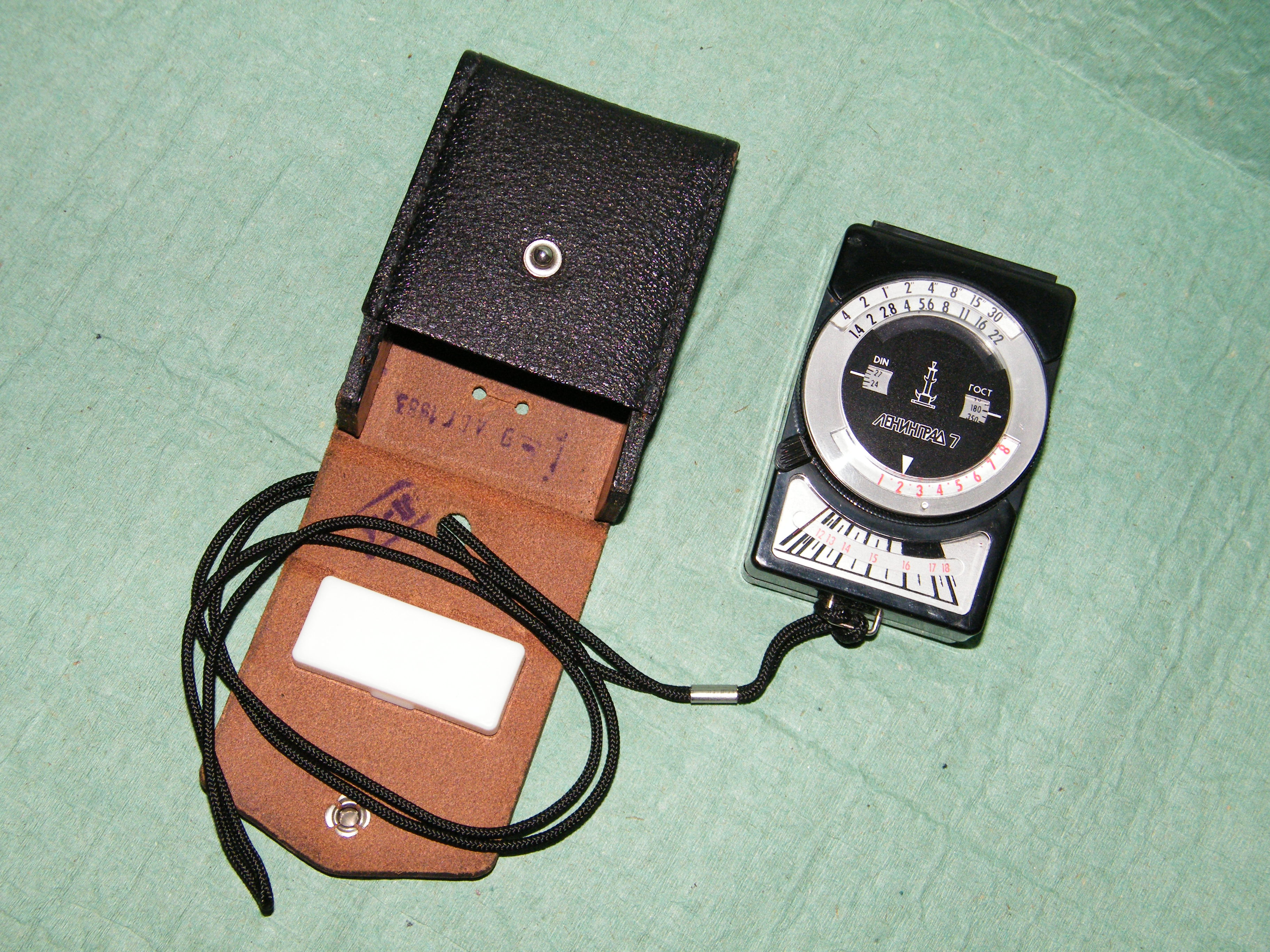
Фотоэкспонометр «Ленинград-7»

Магнитоэлектрический прибор с двумя диапазонами по яркости и тремя по освещённости. Светоприемник — селеновый фотоэлемент. Окно фотоэлемента прозрачное, без микролинз. Высокочувствительные режимы включаются передвижением вперёд фотоэлемента (клавишей).

## «Ленинград-8»

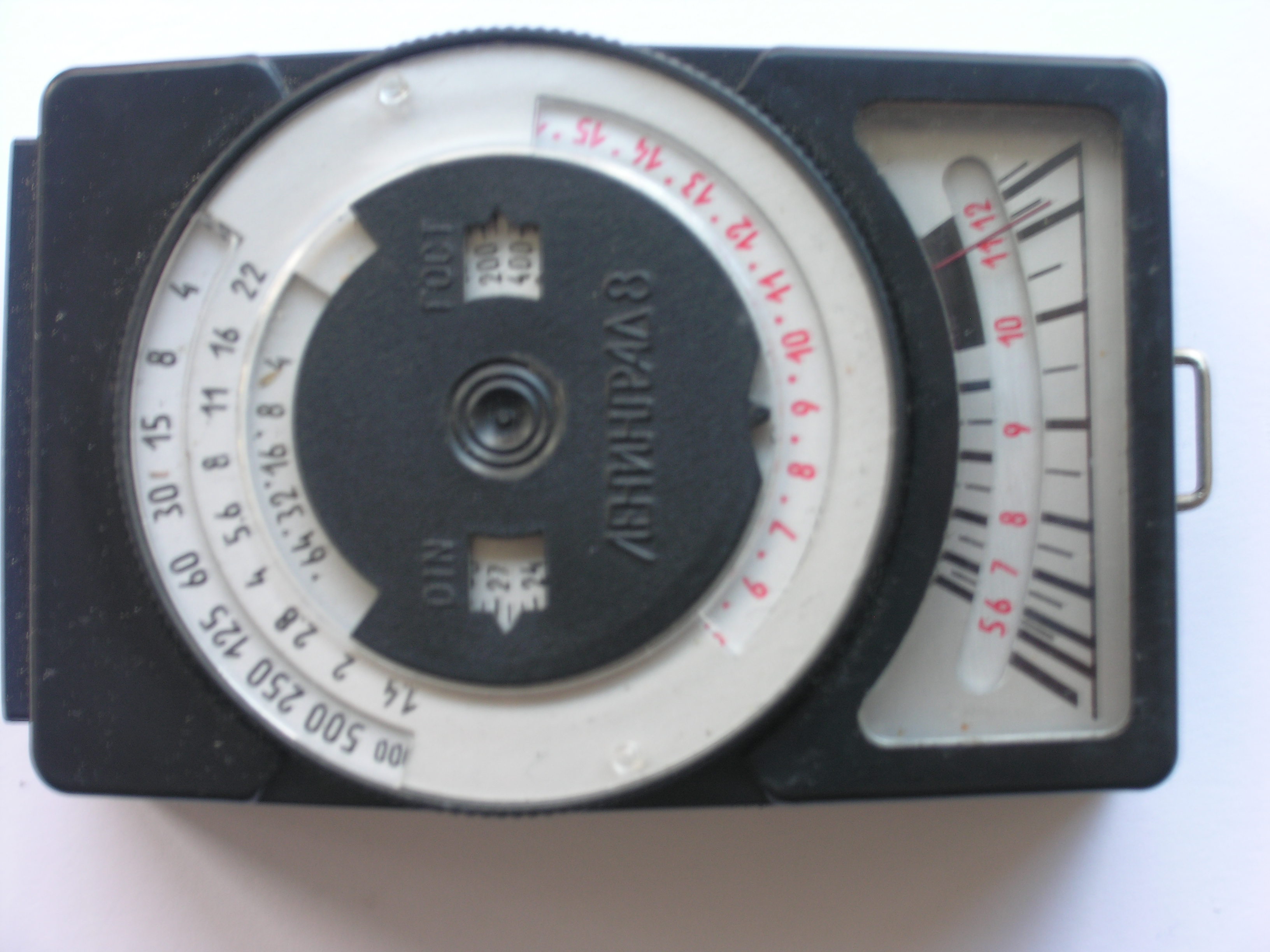
Фотоэкспонометр «Ленинград-8»

Модификация фотоэкспонометра «Ленинград-7» (улучшенная конструкция).

## «Ленинград-10»
Профессиональный экспонометр первых выпусков для киносъёмок с поворотной головкой и c селеновым фотоэлементом дискообразной формы.